# فرودگاه تریبهواناگار
فرودگاه تریبهواناگار  (به انگلیسی: Tribhuvannagar Airport) یک فرودگاه همگانی با کد یاتا DNP است . این فرودگاه در کشور نپال قرار دارد و در ارتفاع ۶۴۰ متری از سطح دریا واقع شده است.